# Památný strom v Česku

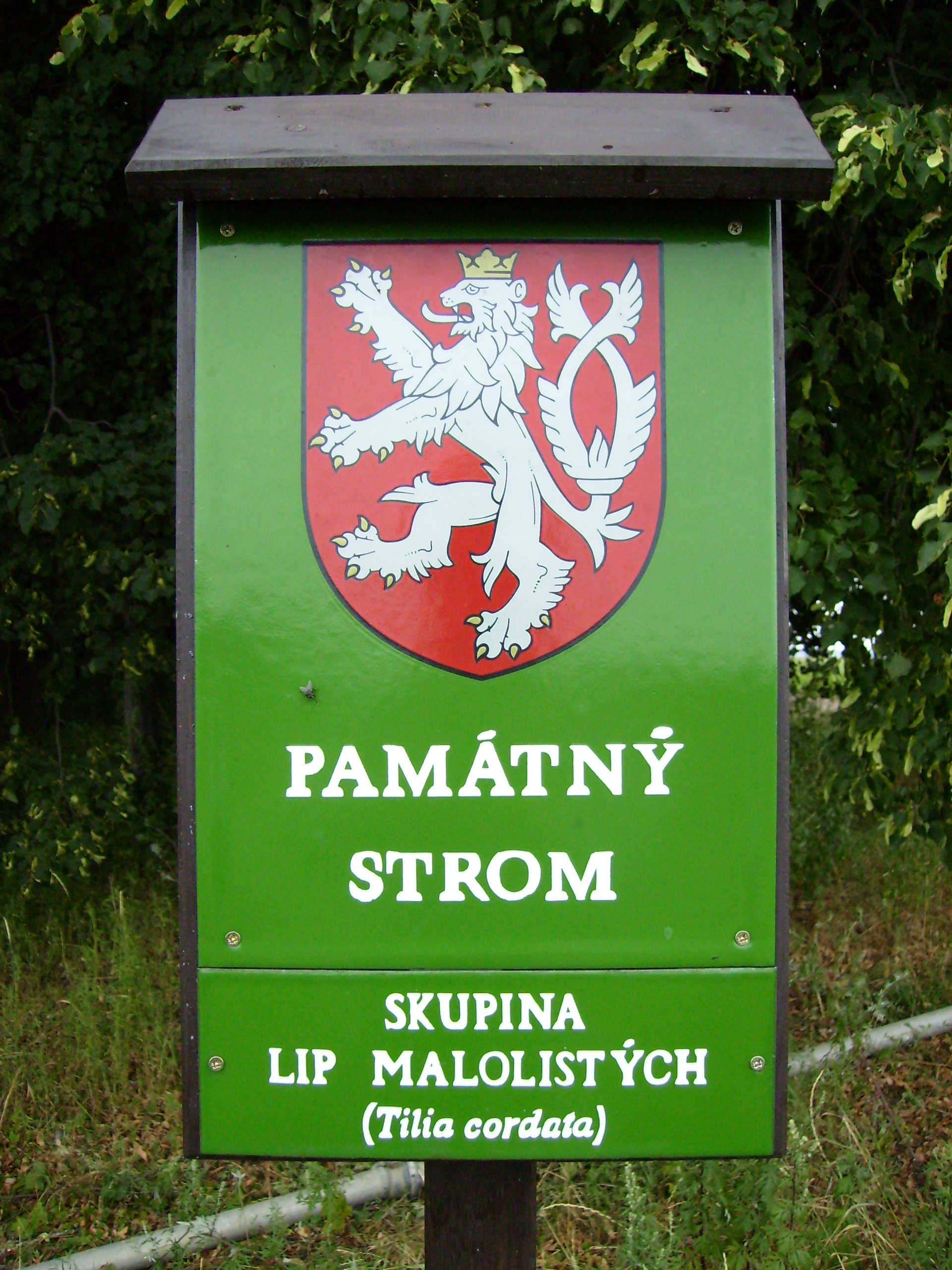
Smaltová cedule označující Památný strom

Památný strom je obecně strom vynikající svým vzrůstem, věkem nebo nepůvodním druhem, představující výraznou krajinnou dominantu, připomínající historické události nebo spojený s pověstmi či bájemi. Takové stromy zpravidla požívají úctu nebo ochranu od místního obyvatelstva a jejich právní ochranu mohou zajišťovat místní zákonné předpisy.
V České republice je památný strom oficiální označení pro mimořádně významné stromy, jejich skupiny a stromořadí, které byly za památné vyhlášeny postupem podle zákona č. 114/1992 Sb., o ochraně přírody a krajiny (§ 46). Památných stromů je v ústředním seznamu evidováno cca 25 000; označují se tabulí s malým státním znakem ČR, zpravidla na stojanu poblíž paty stromu.

## Historie
Současný přístup k památným stromům se v České republice výrazně liší oproti přístupu v ostatních zemích, což je do značné míry dáno specifiky historického vývoje na jeho území.

### Starověk, středověk
Keltové i staří Slované ctili stromy, pro Kelty byl posvátným stromem dub, pro Slovany všechny staré stromy (na českém území dub i lípa, které ve zdejším podnebí dosahují nejvyššího vzrůstu a věku). Tradičním zvykem, jehož původ ale není zcela jasný, bylo vysazování tzv. rodových lip. Strom byl zasazen při založení statku nebo narození prvního syna a věřilo se, že bude statek chránit. Protože měly symbolický charakter, nebyly kácené a dožívaly se velmi vysokého věku. Stín jejich koruny se stával místem, kde se setkávali sousedé a řešili problémy všedního života.

### 15. století, husitství
Dalším důležitým historickým momentem byla doba husitství. Mistr Jan Hus, který pro konflikt s církví nemohl působit v kostelech a kaplích, obcházel kraj a kázal pod širým nebem, často na vsích ve stínu starých rodových lip. Lidé, kteří byli obvykle Husovým názorům nakloněni, tyto lípy ctili a příběh o Husově návštěvě se předával z generace na generaci (Husova lípa v Chlístově, Sudslavická lípa). Po upálení roku 1415 byly podle pověstí na mistrovu upomínku další lípy vysazeny (Vlásenická lípa).
Se starými stromy (obzvláště duby a lipami) bývá spojován vojevůdce Jan Žižka. Husitská vojska často tábořila poblíž vzrostlých stromů, které tehdy fungovaly jako orientační body (neboli směrníky). Protože byly tyto výpravy pro prostý lid ojedinělou událostí, vyprávělo se o nich dalším generacím a identifikátorem místa příběhů se stal strom (Žižkův dub v Náměšti, Žižkova lípa v Nejepíně, Žižkův dub u Lichnice). Dnes je se Žižkovou činností (ať už podle pověstí nebo skutečnosti) spojováno přes 80 památných stromů.

### 16.–17. století, rekatolizace
V následujících staletích (především v 17. století) se církev snažila v očích prostých lidí husitství zošklivit a využívala k tomu pověstí, které dávaly do souvislosti skutečné stromy se smyšleným krutým příběhem (Lípa u svaté Markéty, Sedlecká lípa, Dub U Umučeného, Žižkův dub u Lomnice). Historicky podložený je i spor mezi prostými lidmi a proboštem kláštera o Žižkův dub u Trocnova.

### 18.–19. století, národní obrození
Vztah lidí a stromů byl dále rozvíjen a posilován v době českého národního obrození (přelom 18. a 19. století), které se obracelo do doby národních hrdinů, jakými byli Hus a Žižka. Obroditelé vycházeli z dochovaných příběhů, ale často je přikrášlovali a připisovali stromům, které (ač staré), nemohly začátek 15. století pamatovat. Z obrozenců a poobrozenecké generace se motivy starých stromů objevovaly v díle Jana Kollára (ten ve své básnické skladbě Slávy dcera z roku 1824 lípu nazval „slavostromem“), Karla Jaromíra Erbena, Karolíny Světlé, Aloise Jiráska a dalších. Roku 1848 na Všeslovanském sjezdu se lípa stala oficiálním stromem Slovanů a od té doby ji za svůj národní strom považují i Češi. Je také na dvou státních symbolech – standartě prezidenta a státní pečeti, a také na vojenských uniformách a na bankovkách.
Jednou z prvních vyhlášek, která zajišťovala ochranu konkrétních stromů, byl patent z roku 1714, chránící lipovou alej mezi Pražským hradem a Královskou oborou v Bubenči: „Jeho cís. a král. Milosti bylo s nelibostí vyslechnouti zprávu, že lipové stromořadí u Bubenče není bezpečno před všelijakou čeládkou a venkovany tamtudy jezdícími aneb jinými lidmi, kteří lípy kazí a ohaví. Z té příčiny J. M. Cská reskriptem daným ve Vídni dne 9. července 1714 nám poručila, aby se k takovým škůdcům přikračovalo přísnými tresty, i utětím ruky. O tom jsme my ohlášení učinili patentem ze dne 24. července t. r. Poněvadž nyní opět se přihází, že lidé takoví stromořadí kazí, zapovídáme znova tímto listem, aby nikdo na stromech škody nečinil, ale každý pod trestem svrchu psaným pychu se zdržel. Dáno na zámku Pražském dne 6. srpna 1725.“

### 20. století
Na konci 19. století zaujaly památné stromy, k nimž přitáhli pozornost obroditelé, Jana Evangelistu Chadta-Ševětínského, vrchního lesního správce u hlubockých Schwarzenbergů. Ten v roce 1899 vypracoval a vydal první seznam památných a chráněných stromů. Začal pak systematicky vytvářet soupisy těchto stromů a pověstí, které po zhruba 20 let vydával v různých časopisech a publikacích. Tímto dílem ovlivnil řadu svých nástupců a jeho seznamy se staly základem pro pozdější soupisy chráněných a památných stromů. 
Na přelomu 19. a 20. století došlo k rozmachu místních okrašlovacích spolků, které se zaměřovaly na okrášlení okolí a ochranu památek, včetně památek přírodních. Díky jejich snahám se veřejnost postupně začala o památné stromy zajímat a mnohé ze stromů byly zachráněny před pokácením, např. lípa v Radošovicích. V téže době se začalo uvažovat i o právním zakotvení ochrany přírody. Z let 1908 a 1911 pochází návrhy předmětných zákonů od JUDr. Luboše Jeřábka a z roku 1922 od poslance Jaroslava Stejskala. Žádný z těchto návrhů však nebyl přijat. Jediným právním předpisem, který mohl být aplikován na ochranu přírody a památných stromů tak byl přídělový zákon č. 81/1920 Sb. z. a n. přijatý v rámci prvorepublikové pozemkové reformy. Podle tohoto zákona mohl pozemkový úřad uložit vlastníku pozemků omezení za účelem ochrany přírodní památky umístěné na jeho pozemku. Tento postup se v často praxi uplatňoval na případy památných stromů, a to až do vydání zákona č. 40/1956 Sb., o státní ochraně přírody.
Spolu se zájmem veřejnosti o památné stromy narůstal počet autorů spisů o těchto stromech. Jedním z Chadtových následovníků se stal František Hrobař, který svou systematickou činností prosadil ochranu několika set památných stromů 20 let před vydáním první celostátní vyhlášky. Mnohé z Hrobařových návrhů a doporučení se ujaly a dnes jsou považovány za standardní postupy. Z díla Chadta-Ševětínského dále vyšla Marie Hrušková, která spolupracovala s akademickým malířem Jaroslavem Turkem a dokumentovala aktuální stav stromů, které zmiňoval Ševětínský o téměř 100 let dříve. Dílo doktorky Hruškové se stalo podkladem pro televizní seriál Paměť stromů (2003), který vyvolal novodobou vlnu zájmu o staré a památné stromy, jejich příběhy a ochranu.

## Terminologie a formy ochrany

### Chráněný strom

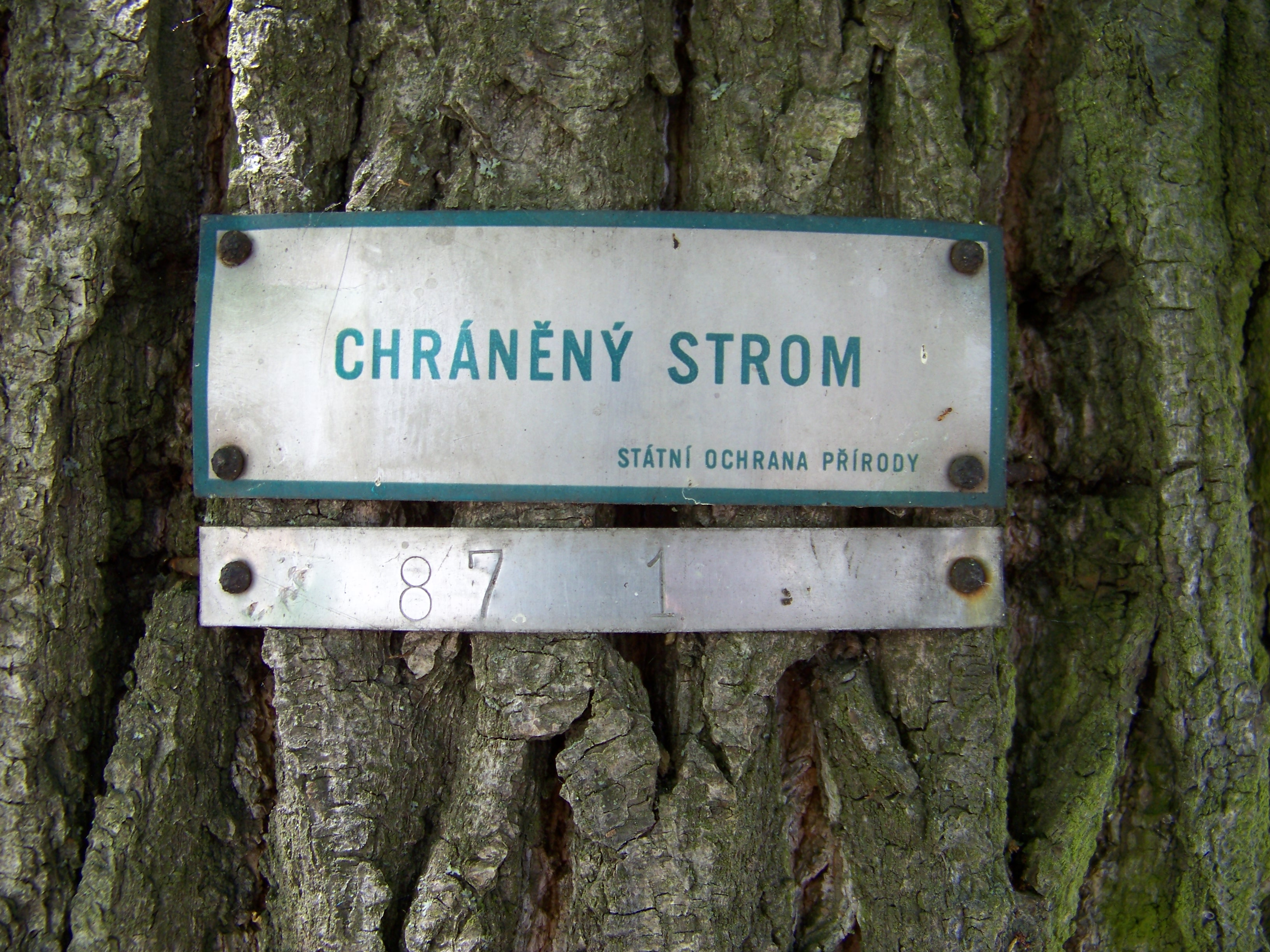
Tabulka na stromu v Praze-Přední Kopanině, který dnes není památným stromem

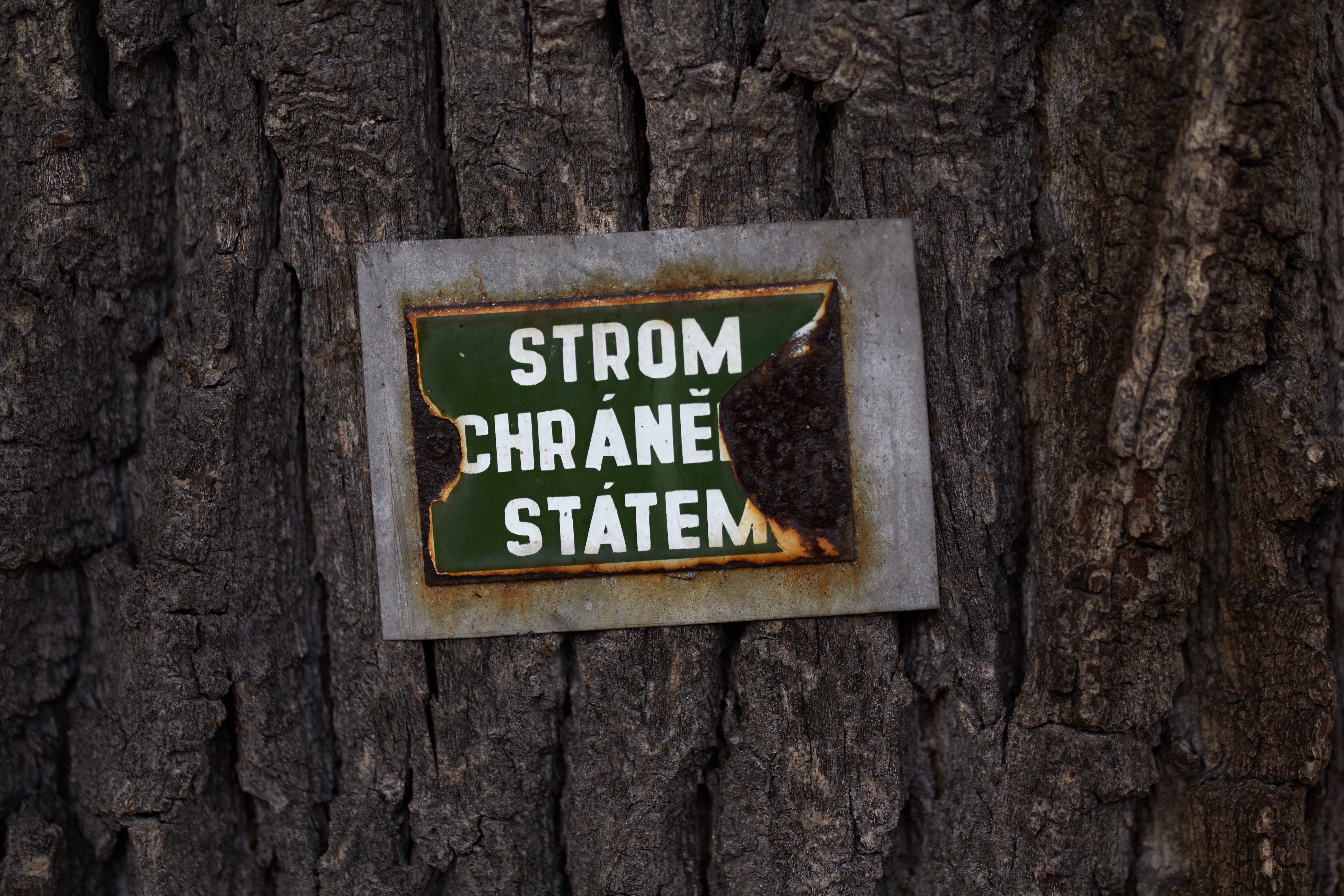
Tabulka se starším označením Strom chráněný státem

Na řadě stromů dosud můžeme najít kovové štítky, které na zeleném poli uvádějí bílý nápis strom chráněný státem, případně chráněný strom. Někdy je na těchto štítcích vyznačeno i evidenční číslo (případně může být umístěno na samostatném štítku). Toto značení pochází z období před rokem 1992, od té doby se pro obdobné účely používá tabule památný strom.
Zákon Národního shromáždění republiky Československé č. 40/1956 Sb. s platností pro české kraje Československa (pro slovenské kraje platil již dříve speciální zákon Slovenské národní rady č. 1/1955 Zb. SNR, o štátnej ochrane prírody) stanovil v § 6 odst. 1, že chráněnými přírodními výtvory jsou zejména krasové jevy, skalní útvary, významné stromy a jejich skupiny. Ochranu pro chráněné přírodní výtvory s výjimkou krasových jevů a podmínky jejich ochrany podle § 8 odst. 3 určovala rada krajského národního výboru. O případné náhradě újmy vlastníkovi nebo uživateli pozemku rozhodovala rada okresního národního výboru. Chráněné přírodní výtvory měly být podle § 12 odst. 1 zapisovány do státních seznamů ochrany přírody, které vedlo ministerstvo školství a kultury a odbory kultury rad krajských národních výborů, a ochrana se rovněž podle zákona na návrh odboru kultury rady KNV poznamenávala do veřejných knih a pozemkového katastru a vyznačovala v katastrálních mapách.
Za strom chráněný státem byl považován takový strom, který byl buďto vyhlášen jako chráněný přírodní výtvor nebo chráněná přírodní památka podle § 6 zákona č. 40/1956 Sb. nebo pro stromy tzv. 1. kategorie podle vyhlášky č. 142/1980 Sb. Všechny stromy chráněné podle zákona č. 40/1956 Sb., byly později v souladu s § 90 odst. 8 zákona č. 114/1992 Sb. automaticky převedeny na stromy památné. Stromy chráněné podle vyhlášky č. 142/1980 Sb. ale pozbyly ochrany vydáním zákona č. 114/1992 Sb. (§ 92), který tuto kategorizaci zrušil – pro zachování ochrany stromu bylo nutné provést nové vyhlášení (například jako památného stromu, významného krajinného prvku, jako součást chráněného území a podobně).
Soupisy chráněných stromů prováděla krajská střediska státní památkové péče a ochrany přírody. Formuláře nebyly jednotné, přesto se tyto soupisy staly podkladem a zdrojem informací pro ústřední seznam památných stromů AOPK ČR.
Na některých stromech byly umístěny smaltové štítky s textem Chráněno Státním památkovým úřadem v Praze. Ochrana těchto stromů byla dána výnosem Státního ústavu památkové péče a ochrany přírody Praha; tyto výnosy pocházely obvykle za 60. let 20. století.

### Významný strom

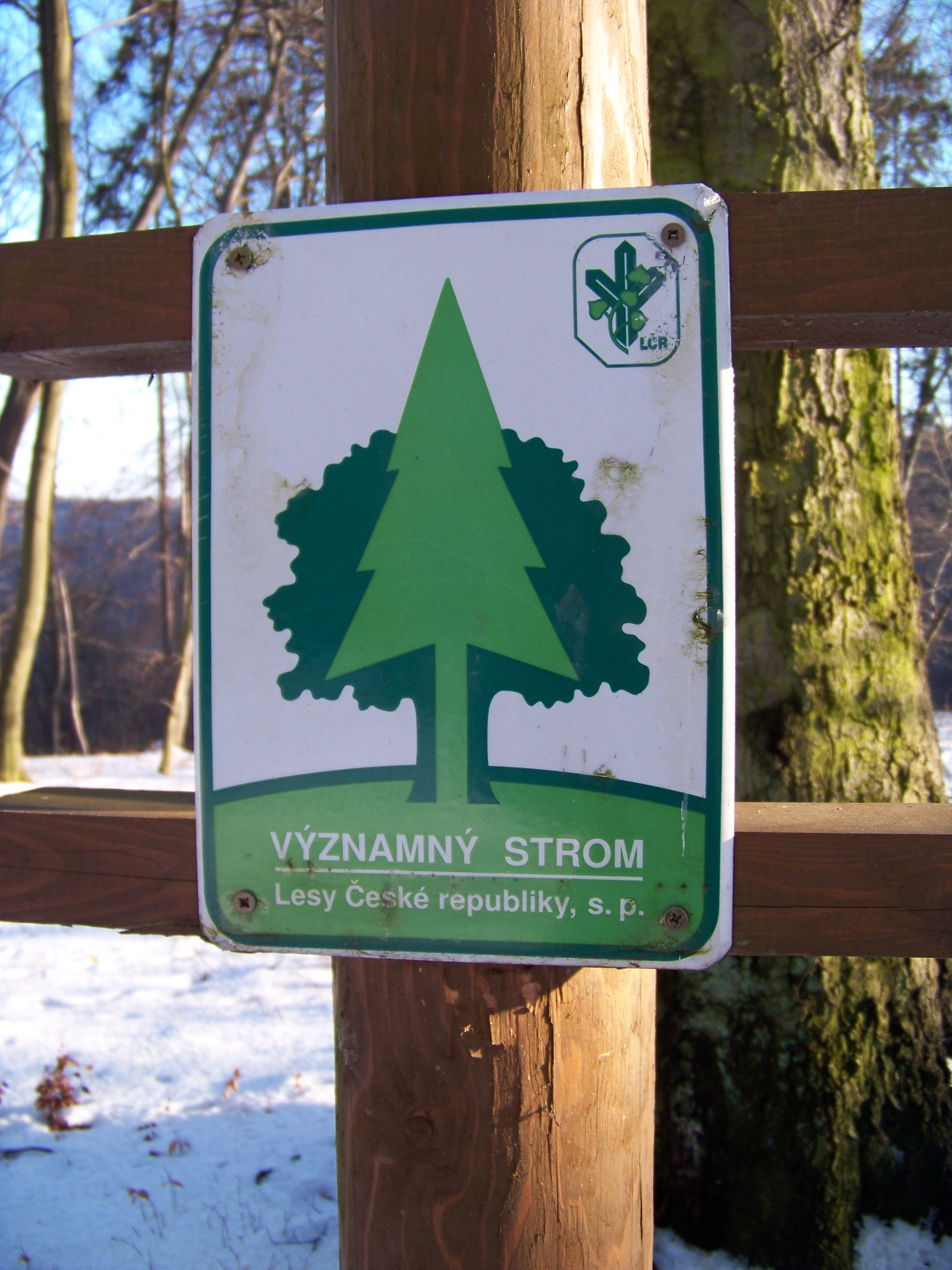
Označení významného stromu Lesy České republiky

Termín významný strom není v současné době uzákoněný a v praxi se proto používá velmi široce a pro různé účely, například:
- orientační body – stromy vyznačené v mapách, významné z hlediska orientace v terénu
- Významný strom LČR – stromy, které Lesy České republiky (LČR) vyhlásily jako významné (2003–2004) a označily informační tabulí[22]
- Významný strom VLS ČR – Vojenské lesy a statky ČR (VLS ČR) roku 2003 začaly vytvářet vlastní soupis významných stromů[23]
- Významný krajinný prvek – strom (zpravidla registrovaný VKP)[24]
- obecně (v širším slova smyslu) pro všechny jakkoli významné stromy včetně památných

### Památný strom
Historicky se slovním spojením památný strom označovaly všechny stromy kmetského věku, poutní nebo pamětihodné. Takto byl pojem používán již před více než sto lety Janem Evangelistou Chadtem-Ševětínským, v díle Aloise Jiráska (např. Domů a jiné obrázky) a dalšími. Za prvního, kdo použil pro staré stromy přívlastek "památný" (resp. přírodní památník), je považován Alexander von Humboldt a po něm Hugo Conwentz.
Jako právní termín se sousloví památný strom nově objevilo v roce 1992 v zákoně České národní rady č. 114/1992 Sb., o ochraně přírody a krajiny, kde nahradilo původní neustálená a nekodifikovaná označení, například strom chráněný státem. Za památný strom mohou být vyhlášeny dřeviny, které vynikají svým vzrůstem, věkem, nebo jsou významnými krajinnými dominantami, jde-li o vzácný či cizokrajný (introdukovaný) druh nebo o strom, který připomíná významnou událost. Současně s vyhlášením této ochrany se vyhlašuje ochranné pásmo stromu. Vyhlášení znamená, že ošetřování stromu (např. ořezávání větví), terénní a stavební práce v ochranném pásmu atd. podléhají souhlasu orgánu ochrany přírody – bez ohledu na to, kdo je vlastníkem stromu.
Celkem bylo k 31. 12. 2020 v České republice jako památné stromy evidováno 5 498 objektů (solitérů, alejí nebo skupin stromů); vyhlášeno bylo do tohoto data 26 917 jedinců, dosud existujících se statutem památného stromu bylo 24 919 stromů. Viz také seznamy památných stromů podle okresů.

#### Vyhlášení
Památné stromy mohou být vyhlášeny z následujících důvodů (nebo jejich kombinací):
- stromy mimořádného vzrůstu,
- stromy mimořádného stáří,
- stromy mající zvláštní habitus (celkový vzhled),
- stromy, které jsou krajinnými dominantami nebo jinak výrazně přispívají ke krajinnému rázu,
- stromy upomínající na určitou historickou událost nebo pověst,
- stromy doprovázející nějakou kulturní památku (kaple, kostel, boží muka, studánku).

Památné stromy mohou být podle zákona č. 114/1992 Sb., o ochraně přírody a krajiny, vyhlášeny buď na základě správního rozhodnutí místně příslušným orgánem ochrany přírody, což je většinou pověřený obecní úřad, městský úřad či magistrát statutárního města (konkrétně jedná jeho odbor životního prostředí), nebo na základě smlouvy tohoto orgánu ochrany přírody s vlastníkem stromu.
Podnět k vyhlášení památných stromů může podat kterýkoliv občan nebo občanské sdružení. Součástí podnětu by mělo být přesné zakreslení stromů do podrobné mapy a důvod, proč mají být stromy vyhlášené za památné. Další náležitosti – majitele stromů, čísla parcel dotčených ochranným pásmem apod. zjistí orgán ochrany přírody sám v rámci správního řízení. Před samotným vyhlášením však musí takový záměr projednat s vlastníkem stromu.
Druhou možností vyhlášení určitého stromu za památný je uzavření smlouvy mezi orgánem ochrany přírody a vlastníkem stromu, k tomu většinou dojde na základě návrhu vlastníka, který chce svůj strom za památný vyhlásit. Smlouva musí obsahovat jak jednoznačné určení památného stromu, tak i způsob péče o něj. Ochrana památného stromu je zajištěna smlouvou zřízeným věcným břemenem, přičemž návrh na vklad tohoto břemene do katastru nemovitostí podá sám orgán ochrany přírody.
Ne všechny stromy, které splňují alespoň jedno z kritérií pro vyhlášení za památný, byly oficiálně vyhlášeny památným stromem. Důvody mohou být například zánik stromu před tímto datem (nebo před dokončením správního řízení), zamítnutí návrhu z důvodu horšího zdravotního stavu stromu (oficiální vyhlášení ukládá péči o strom, která je finančně náročná, a v případě stromu, u něhož je předpokládán časný zánik, by byla nerentabilní) nebo návrh nebyl podán vůbec. Např. Žeberská lípa sice byla v roce 2010 vyhlášena, ale v roce 2020 uschla. Na druhou stranu Husova lípa v Úklidu, která uschla roku 1947, byla 20. října 1981 vyhlášena jako strom chráněný státem.
Vyhlášení stromu za památný je pochopitelně závislé na tom, aby se našel člověk (kdokoli z řad veřejnosti nebo pracovník orgánu ochrany přírody), který si stromu všimne a podá návrh na prohlášení této ochrany. Iniciativa a rozhodnutí, a tedy i počet a zastoupení stromů, jsou závislé též na stupni odborných znalostí a osobním úsudku příslušných úředníků. Pokud se strom nachází ve zvláště chráněném území, často k jeho ochraně není již třeba vyhlašovat jeho statut ještě samostatně.

#### Ochrana
Památné stromy jsou evidovány v Ústředním seznamu ochrany přírody, který vede Agentura ochrany přírody a krajiny ČR. V současnosti je v České republice registrováno téměř 25 000 památných stromů. Památné stromy jsou klasifikovány dle druhu, velikosti (obvod zpravidla ve výšce 130 cm nad zemí), odhadovaného stáří a stupně poškození.
Orgán ochrany přírody dohlíží na jejich ošetřování a vymezuje okolo nich ochranné pásmo. Dokud nerozhodne , je jím ex lege kruh o poloměru desetinásobku průměru kmene ve výšce 130 cm nad zemí. Pokud by pak mělo při výstavbě nebo při vybraných hospodářských zásazích (hnojení, postřiky, odvodňování, vyžínání klestu) dojít k zásahu do ochranného pásma památného stromu, musí mít investor či hospodář k takovému zásahu od orgánu ochrany přírody, který památný strom vyhlásil, povolení. Bez něj je každá vůči památnému stromu potenciálně nebezpečná činnost v tomto pásmu zakázána. Památné stromy samy o sobě samozřejmě vůbec nelze skácet, nebo i jinak poškodit.
Poškození nebo dokonce pokácení památného stromu je přestupkem, za který hrozí pokuta až do výše 100.000 Kč, u právnické osoby nebo podnikající fyzické osoby až do výše 1.000.000 Kč. V odůvodněném případě zvýšené společenské škodlivosti může hrozit i trestní stíhání kvůli podezření ze spáchání trestného činu podle § 293 TrZ Poškození a ohrožení životního prostředí či podle § 294 TrZ Poškození a ohrožení životního prostředí z nedbalosti, za které lze uložit trest zákazu činnosti či trest odnětí svobody (v nejvyšší sazbě až 8 let).

#### Zrušení ochrany
Ochranu památného stromu je možné zrušit správním rozhodnutím orgánu ochrany přírody, jen když by se v daném případě vyskytl veřejný zájem o takové intenzitě, že by převážil nad zájmem na ochranu památného stromu.

## Nejvýznamnější památné stromy v Česku
Mezi hlavní kritéria pro vyhlášení stromu za památný patří stáří a vzrůst. Stromy, které se v těchto ohledech řadí na čelní příčky, jsou názornou ukázkou věku a vzrůstu, jakého mohou jednotlivé druhy v optimálních podmínkách dosáhnout.

## Ochrana památných stromů v jiných zemích
V jiných zemích je přístup k ochraně individuálních stromů různý. Buď je pro stromy vyhrazena ze zákona speciální kategorie chráněných území nebo jsou chráněny v rámci jiných kategorií chráněných území.
- V Německu (Baumdenkmal) se na takovou přírodní památku vztahuje článek 28 spolkového zákona o ochraně přírody a státní zákony na ochranu přírody.
- V Rakousku jsou jednotlivé stromy také většinou označovány jako přírodní památky nebo chráněné přírodní struktury, případně přírodní památky místního významu nebo místní přírodní památky na základě předpisů o ochraně přírody spolkových zemí. Zvláštností je nařízení o ochraně stromů města Salcburku, který obecně chrání stromy určitého věku či průměru. V jiných městech existují obecnější ustanovení o městských zelených plochách (např. chráněná území ve Vídni, chráněná zelená oblast v Korutanech).
- Ve Francii (Arbre remarquable): významnými stromy se systematicky zabývá spolek A.R.B.R.E.S (Arbres remarquables: bilan, recherche, études et sauvegarde), založený roku 1994.
- V Itálii (Pianta monumentale): obecná kritéria pro definici památných stromů jsou definována některými články zákona č. 10 ze dne 14. ledna 2013 (Pravidla pro rozvoj městských zelených ploch), na podrobnější úrovni mají v této oblasti působnost regiony.
- Ve Velké Británii (Veteran tree) je výskyt starověkých stromů častější než jinde, vytváří se národní databáze těchto stromů (iniciativa Ancient Tree Hunt).

Ke zvlášť pozoruhodným stromům patří nepochybně Strom generála Shermana (sekvojovec obrovský v národním parku Sequoia v USA). V Evropě jsou to např.
- na Slovensku lípa krále Matyáše v parku Bojnického zámku nebo Rákócziho dub na okraji Strážovských vrchů,
- v Polsku dub Josef, který roste v zámeckém parku ve Wiśniowé v Podkarpatském vojvodství (Evropský strom roku 2017),
- v Řecku olivovník ve Vouves (na Krétě) nebo Hippokratův platan na ostrově Kós,
- v Belgii Caesarsboom (Caesarův strom), tis ve městě Lo.